# Tipula (Yamatotipula) coerulescens
Tipula (Yamatotipula) coerulescens is een tweevleugelige uit de familie langpootmuggen (Tipulidae). De soort komt voor in het Palearctisch gebied.